# Pyrrhorachis caerulea
Pyrrhorachis caerulea är en fjärilsart som beskrevs av W. Warren 1893. Pyrrhorachis caerulea ingår i släktet Pyrrhorachis och familjen mätare. Inga underarter finns listade.